# Mittelkettige Triglyceride

Beispiel eines typischen mittelkettigen Triglycerids mit zwei verschiedenen Fettsäure-Resten abgeleitet von der Caprylsäure (blau) und der Caprinsäure (rot).

Mittelkettige Triglyceride (MKT) (englisch medium-chain triglycerides, MCTs) oder MCT-Fette, sind Triglyceride, die mittelkettige Fettsäuren enthalten. Zu den mittelkettigen Fettsäuren zählen die Capron- (C 6:0), Capryl- (C 8:0), Caprin- (C 10:0) und die Laurinsäure (C 12:0). Es handelt sich dabei um gesättigte Fettsäuren, welche vor allem in tropischen Pflanzenfetten wie Kokosfett (ca. 60 %) und Palmkernöl (ca. 55 %) und in Butter vorkommen. Zu einem geringen Teil sind sie auch im Milchfett (ca. 10 %) enthalten. In der Natur kommt reines MCT-Öl nicht vor, sondern nur in Mischungen mit anderen Triglyceriden. MCT-Fette haben im Vergleich zu herkömmlichen langkettigen Fetten (LCT = long chain triglycerides) einen etwas geringeren Brennwert (3475 kJ/100 g zu 3852 kJ/100 g Fett) und einen niedrigeren Rauchpunkt. Dieser ist verantwortlich für ihre relativ geringe Hitzebeständigkeit.

## Gewinnung
MCT-Fette werden industriell durch Hydrolyse von Kokosfett und Palmkernöl, Fraktionierung der mittelkettigen Fettsäuren und anschließender Veresterung mit Glycerin gewonnen.
Ein reines MCT-Öl ist farblos bis gelblich, neutral in Geruch und Geschmack und von sehr niedriger Viskosität. Es wird als pflanzliches Öl (Neutralöl, Oleum neutrale) deklariert.
Die Zusammensetzung nach DAB. 10 ist 50–80 % Caprylsäure C8, 25–45 % Caprinsäure C10, Laurinsäure max. 3 % und max. 2 % Capronsäure.

## Verwendung und Darreichungsformen
MCT-Fette werden seit 1955 industriell hergestellt und aufgrund ihrer speziellen Eigenschaften vielseitig eingesetzt. Mit dem im Jahr 1994 von der Food and Drug Administration (FDA) akzeptierten GRAS-Antrag (generally recognized as safe petition) gewannen sie nicht zuletzt im Lebensmittelbereich an Interesse.
Die industriell gewonnenen MCT-Fette finden durch ihre physikalischen Charakteristika Anwendung in der Produktion von Kosmetika (Salbe, Creme, Badeöl) und Pharmazeutika (Tablette, Dragee) wo sie als Trägerstoff, Lösungsvermittler, Trennmittel, Oberflächenbehandlungsmittel, Transportmittel, Gleitmittel und Schmierstoff, Hydrophobiermittel, Film- und Schutzbildner und Viskositätsregulator dienen.
Weiterhin kommen sie aufgrund ihrer metabolischen Besonderheiten auch in Form von diätetischen Lebensmitteln (MCT-Öl und MCT-Margarine) und Produkten für die künstliche Ernährung (enteral und parenteral) zum Einsatz.

## Physiologische Eigenschaften und Metabolismus

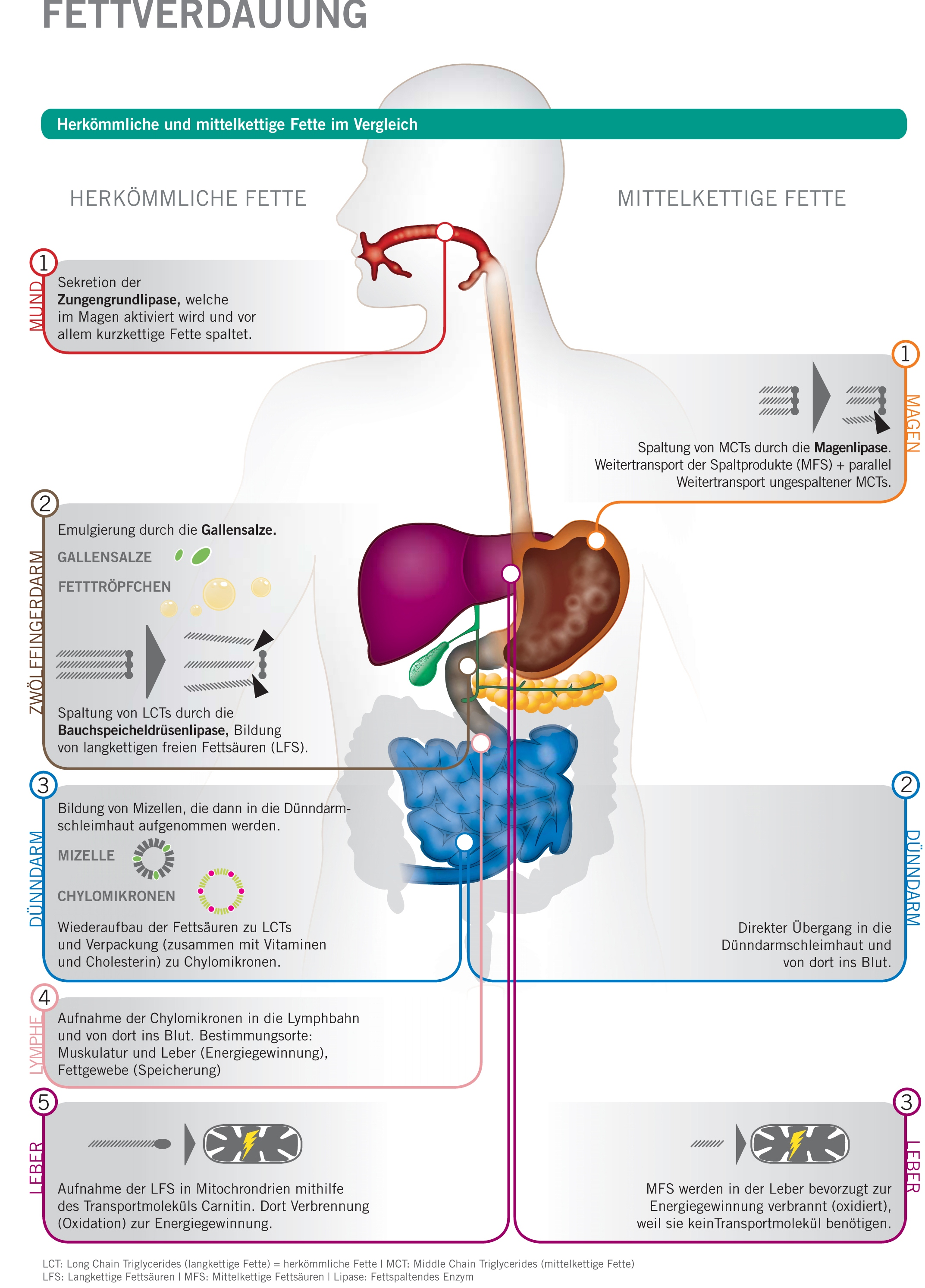
Schaubild Fettverdauung

MCT-Fette sind aufgrund ihrer kürzeren Fettsäurenkettenlänge im wässrigen Milieu relativ gut löslich und darum ohne Gallensäuren verstoffwechselbar. Ihre Struktur bedarf auch keiner Spaltung durch die Pankreaslipase (Enzym der Bauchspeicheldrüse). Sie werden, unter Umgehung des Lymphsystems, direkt im Blut zur Leber transportiert, wo sie im Vergleich zu herkömmlichen Fetten bevorzugt oxidiert und vermehrt Ketonkörper gebildet werden. Der Transport der mittelkettigen Fettsäuren (MCFA = medium chain fatty acids) in die Mitochondrien, den Ort der Fettsäuren-Oxidation, läuft unabhängig von Carnitin ab.
Die tolerable Tageszufuhr ist individuell verschieden und liegt bei 50–100 g und mehr MCT-Fette. Um Nebenwirkungen wie Durchfall, Krämpfe und Kopfschmerzen zu vermeiden, wird üblicherweise mit ca. 20 g MCT-Fett am Tag begonnen. Diese Menge kann stufenweise um 5–10 g am Tag gesteigert werden. Bei einer Kost mit MCT-Fetten ist die Sicherstellung der Versorgung mit fettlöslichen Vitaminen und essentiellen Fettsäuren (Omega 3 und 6) unerlässlich. Fettlösliche Vitamine werden beim Einsatz von MCT-Fetten ausreichend resorbiert.

## Bedeutung in der Diätetik
Durch ihre metabolischen Charakteristika sind MCT-Fette in der Diätetik von diversen Krankheitsbildern ein wertvoller Bestandteil der Ernährungstherapie.

### Klassische Einsatzfelder
Mittelkettige Triglyceride wurden erstmals in den 1950er Jahren in der klinischen Ernährung zur diätetischen Behandlung des Malabsorptionssyndroms eingesetzt, da sie eine leichte Löslichkeit im wässrigen Milieu aufweisen und schneller als herkömmliche langkettige Fette vom Organismus aufgenommen werden.
Bei Lymphangiektasien (Erweiterungen der Lymphgefäße), Morbus Whipple (eine seltene Infektionskrankheit) sowie Chylothorax (Ansammlung von Lymphflüssigkeit in Pleurahöhle) können MCT-Fette zur Entlastung der gestauten Lymphgefäße beitragen. Bei Frühgeborenen werden mittelkettige Fette aufgrund des noch nicht vollständig ausgebildeten Verdauungssystems eingesetzt um eine Gewichtssteigerung zu erzielen.
Da MCT-Fette unabhängig von Enzymen der Bauchspeicheldrüse verstoffwechselt werden können und nur durch die gastrische Lipase aufgespalten werden müssen, ist ihr Einsatz bei einer bestehenden exokrinen Pankreasinsuffizienz mit ausgeprägter Steatorrhoe (Fettstuhl) angezeigt, sofern eine Enzymsupplementierung nicht die gewünschte Wirkung bringt. Eine exokrine Pankreasinsuffizienz tritt etwa bei der chronischen Pankreatitis und bei der zystischen Fibrose (Mukoviszidose) auf. Inwiefern ihr Einsatz auch in Kombination mit den Supplementen der Bauchspeicheldrüse sinnvoll ist, müsste in klinischen Studien untersucht werden.
Ein weiteres klassisches Einsatzfeld der MCT-Fette ist das Kurzdarmsyndrom, bei welchem es, je nach Ausmaß und entferntem Darmabschnitt, zu Verdauungsstörungen vor allem der Speisefette kommt. Bei erhaltenem Dickdarm können mittelkettige Fettsäuren ausreichend aufgenommen werden und eine geeignete Alternative zu herkömmlichen Fetten darstellen.
Bei seltenen angeborenen Stoffwechselerkrankungen wie dem Defekt der β-Oxidation von langkettigen (LCHAD) und sehr langkettigen Fettsäuren (VLCAD) sind mittelkettige Fettsäuren eine essentielle Energiequelle.
Auch in der künstlichen Ernährung (enteral und parenteral) kommen MCT-Fette bei diversen Erkrankungen, vorwiegend des Magen-Darm-Trakts, zum Einsatz.

### Zusätzliche Einsatzfelder
Weil MCT-Fette eine höhere Ketogenität als herkömmliche Fette aufweisen, werden sie auch im Rahmen der ketogenen Diät (KD), als teilweiser Ersatz der LCT-Fette eingesetzt. Die KD findet Anwendung bei der pharmakoresistenten Epilepsie und bei einigen angeborenen seltenen Stoffwechselkrankheiten (Pyruvatdehydrogenasemangel, GLUT1-Defizit-Syndrom). Das Nährstoffverhältnis der klassischen Form der KD besteht i. d. R. aus 3–4 Teilen Fett und einem Teil Kohlenhydrate und Eiweiß. Die KD mit MCT-Fetten kann als vielversprechende Alternative zur klassischen Diätform bei Kindern und Erwachsenen betrachtet werden, da durch die höhere Ketogenität der MCT-Fette das Verhältnis von Fett zu Kohlenhydraten und Eiweiß etwas zugunsten der Kohlenhydrate verschoben werden kann. Die KD wird derzeit auch in der Therapie von Patienten mit Gehirntumoren, bei Parkinson, Migräne, Alzheimer-Krankheit und NASH (nicht alkoholische Fettleberhepatitis) untersucht. Dazu sind allerdings noch weitere Studien nötig, um die Wirksamkeit bestätigen zu können.
Aufgrund der metabolischen Eigenschaften der MCT-Fette und wegen ihres im Vergleich zu herkömmlichen Fetten geringeren Energiegehalts, wurden und werden MCT-Fette auch im Bereich des Gewichtsmanagements bzw. im Rahmen vom Metabolischen Syndrom untersucht. Allerdings sind die Studienergebnisse schwach und z. T. widersprüchlich. Auch hier sind weitere Untersuchungen notwendig um klare Empfehlungen aussprechen zu können.
Vom Einsatz der MCT-Fette in der Ernährungstherapie verschiedener Krankheiten ist ihre Verwendung in der Sportlerernährung abzugrenzen, wo sie als schneller Energielieferant bekannt sind und vorwiegend im Ausdauersport eingesetzt werden.

### Kontraindikationen und Gegenanzeigen
Mittelkettige Fettsäuren sind kontraindiziert bei der Gefahr einer Ketoacidose sowie bei Oxidationsstörungen mittelkettiger Fettsäuren (MCAD).